# NGC 5973
NGC 5973 é uma galáxia espiral (S0-a) localizada na direcção da constelação de Libra. Possui uma declinação de -08° 36' 03" e uma ascensão recta de 15 horas, 40 minutos e 15,6 segundos.
A galáxia NGC 5973 foi descoberta em 26 de Maio de 1864 por Albert Marth.